# Eulsatraktatet
Det Japansk-koreanska fördraget 1905 eller Eulsatraktatet  slöts mellan Japan och Korea år 1905. Det gjorde Korea till ett japanskt protektorat.  